# 2008–2009-es UEFA-bajnokok ligája (selejtezők)
A 2008–2009-es UEFA-bajnokok ligája selejtezőit három fordulóban bonyolították le 2008. július 15. és augusztus 27. között. A selejtezőben 60 csapat vett részt.

## 1. selejtezőkör
Az 1. selejtezőkör párosításainak győztesei a 2. selejtezőkörbe jutottak, a vesztesek kiestek.

### Párosítások
| 1. csapat       | Össz.Tooltip Aggregate score | 2. csapat           | 1. mérk. | 2. mérk. |
| --------------- | ---------------------------- | ------------------- | -------- | -------- |
| Linfield        | 1–3                          | Dinamo Zagreb       | 0–2      | 1–1      |
| Valletta FC     | 0–3                          | Artmedia Petržalka  | 0–2      | 0–1      |
| Dinamo Tbiliszi | 3–1                          | NSÍ Runavík         | 3–0      | 0–1      |
| FC Santa Coloma | 2–7                          | FBK Kaunas          | 1–4      | 1–3      |
| SS Murata       | 0–9                          | IFK Göteborg        | 0–5      | 0–4      |
| Llanelli AFC    | 1–4                          | FK Ventspils        | 1–0      | 0–4      |
| Anórthoszisz    | 3–0                          | Pjunik              | 1–0      | 2–0      |
| İnter Bakı      | 1–1 (i.g.)                   | Rabotnicski         | 0–0      | 1–1      |
| Tampere United  | 3–2                          | Budućnost Podgorica | 2–1      | 1–1      |
| F91 Dudelange   | 0–3                          | NK Domžale          | 0–1      | 0–2      |
| Dinamo Tirana   | 1–4                          | FK Modriča          | 0–2      | 1–2      |
| Aktöbe FK       | 1–4                          | Sheriff Tiraspol    | 1–0      | 0–4      |
| Drogheda United | 3–1                          | Levadia             | 2–1      | 1–0      |
| BATE Bariszav   | 3–0                          | Valur               | 2–0      | 1–0      |

### 1. mérkőzések
Az időpontok közép-európai nyári idő szerint értendők.
| 2008. július 15. 18:00 |

| İnter Bakı | 0–0         | Rabotnicski |
| ---------- | ----------- | ----------- |
|            | Jegyzőkönyv |             |

| Tofik Bahramov Stadion, Baku Játékvezető: Cyril Zimmermann (svájci) |

| 2008. július 15. 18:00 |

| Tampere United                 | 2–1               | Budućnost Podgorica |
| ------------------------------ | ----------------- | ------------------- |
| Niemi 24' James 51' (11-esből) | (1–0) Jegyzőkönyv | Bećiraj 88'         |

| Ratina Stadion, Tampere Játékvezető: Aleksei Nikolaev (orosz) |

| 2008. július 15. 18:00 |

| BATE Bariszav    | 2–0               | Valur |
| ---------------- | ----------------- | ----- |
| Bliznyuk 73' 78' | (0–0) Jegyzőkönyv |       |

| Haradzki Stadium, Bariszav Játékvezető: Stefan Messner (osztrák) |

| 2008. július 15. 19:00 |

| Anórthoszisz           | 1–0               | Pjunik |
| ---------------------- | ----------------- | ------ |
| Frousos 71' (11-esből) | (0–0) Jegyzőkönyv |        |

| GSP Stadium, Nicosia Játékvezető: Jérome Efong Nzolo (belga) |

| 2008. július 15. 19:00 |

| F91 Dudelange | 0–1               | NK Domžale |
| ------------- | ----------------- | ---------- |
|               | (0–0) Jegyzőkönyv | Benko 47'  |

| Stade Jos Nosbaum, Dudelange Játékvezető: Leontios Trattou (ciprusi) |

| 2008. július 15. 19:35 |

| Llanelli AFC | 1–0               | FK Ventspils |
| ------------ | ----------------- | ------------ |
| S.Jones 12'  | (1–0) Jegyzőkönyv |              |

| Stebonheath Park, Llanelli Játékvezető: Petteri Kari (észt) |

| 2008. július 15. 20:00 |

| Valletta FC | 0–2               | Artmedia Petržalka |
| ----------- | ----------------- | ------------------ |
|             | (0–0) Jegyzőkönyv | Cišovský 73' 79'   |

| Nemzeti Stadion, Ta’ Qali Játékvezető: Christoforos Zografos (görög) |

| 2008. július 15. 20:00 |

| Dinamo Tirana | 0–2               | FK Modriča               |
| ------------- | ----------------- | ------------------------ |
|               | (0–0) Jegyzőkönyv | Miljković 65' Stokić 79' |

| Qemal Stafa, Tirana Játékvezető: Said Ennjimi (francia) |

| 2008. július 15. 20:30 |

| FC Santa Coloma        | 1–4               | FBK Kaunas                                   |
| ---------------------- | ----------------- | -------------------------------------------- |
| Alvarez 58' (11-esből) | (0–3) Jegyzőkönyv | Pilibaitis 12' 41' (11-esből) Gaúcho 28' 79' |

| Estadi Comunal, Andorra la Vella Játékvezető: Panayiotis Kailis (ciprusi) |

| 2008. július 15. 20:30 |

| SS Murata | 0–5               | IFK Göteborg                                                        |
| --------- | ----------------- | ------------------------------------------------------------------- |
|           | (0–3) Jegyzőkönyv | Söder 20' Alexandersson 27' Wernbloom 32' Jónsson 57' Selakovic 88' |

| Stadio Olimpico, Serravalle Játékvezető: Draženko Kovačić (horvát) |

| 2008. július 15. 16:00 |

| Dinamo Tbiliszi                                  | 3–0               | NSÍ Runavík |
| ------------------------------------------------ | ----------------- | ----------- |
| Kashia 7' Gvelesiani 10' Odikadze 30' (11-esből) | (3–0) Jegyzőkönyv |             |

| Boris Paichadze Stadium, Tbiliszi Játékvezető: Ninoslav Spasic (szerb) |

| 2008. július 16. 17:00 |

| Aktöbe FK             | 1–0               | Sheriff Tiraspol |
| --------------------- | ----------------- | ---------------- |
| Smakov 47' (11-esből) | (0–0) Jegyzőkönyv |                  |

| Aktobe Central Stadium, Aktöbe Játékvezető: Luc Wouters (belga) |

| 2008. július 16. 20:45 |

| Linfield | 0–2               | Dinamo Zagreb           |
| -------- | ----------------- | ----------------------- |
|          | (0–1) Jegyzőkönyv | Mandžukić 19' Drpić 90' |

| Windsor Park, Belfast Játékvezető: Thomas Vejlgaard (dán) |

| 2008. július 16. 20:45 |

| Drogheda United          | 2–1               | Levadia  |
| ------------------------ | ----------------- | -------- |
| Cahill 50' Kudozović 68' | (0–1) Jegyzőkönyv | Kink 23' |

| Dalymount Park, Dublin Játékvezető: Gabriele Rossi (san marinó-i) |

### 2. mérkőzések
| 2008. július 22. 17:00 |

| FK Ventspils                             | 4–0               | Llanelli AFC |
| ---------------------------------------- | ----------------- | ------------ |
| Kosmačovs 28' Rimkus 30' 75' Butriks 69' | (2–0) Jegyzőkönyv |              |

| Ventspils Olimpiskais Stadions, Ventspils Játékvezető: Novo Panić (bosznia-hercegovinai) |

| 2008. július 22. 17:00 |

| Rabotnicski   | 1–1               | İnter Bakı   |
| ------------- | ----------------- | ------------ |
| Velkovski 47' | (0–0) Jegyzőkönyv | Červenka 77' |

| Philip II Arena, Skopje Játékvezető: Asaf Kenan (izraeli) |

| 2008. július 22. 18:30 |

| FBK Kaunas                        | 3–1               | FC Santa Coloma         |
| --------------------------------- | ----------------- | ----------------------- |
| Pilibaitis 19' 90+2' Zelmikas 22' | (2–1) Jegyzőkönyv | N.Urbani 33' (11-esből) |

| S. Darius and S. Girėnas Stadium, Kaunas Játékvezető: Vitaliy Godulyan (ukrán) |

| 2008. július 22. 19:00 |

| Sheriff Tiraspol                                 | 4–0               | Aktöbe FK |
| ------------------------------------------------ | ----------------- | --------- |
| Kuchuk 65' Alexeev 76' Erokhin 78' Picuşceac 90' | (0–0) Jegyzőkönyv |           |

| Sheriff Stadium, Tiraspol Játékvezető: Robert Krajnc (szlovén) |

| 2008. július 22. 20:00 |

| NSÍ Runavík | 1–0               | Dinamo Tbiliszi |
| ----------- | ----------------- | --------------- |
| Elttør 16'  | (1–0) Jegyzőkönyv |                 |

| Gundadalur Stadium, Tórshavn Játékvezető: Tero Nieminen (finn) |

| 2008. július 23. 15:30 |

| Pjunik | 0–2               | Anórthoszisz                 |
| ------ | ----------------- | ---------------------------- |
|        | (0–1) Jegyzőkönyv | Tsitaishvili 29' Frousos 86' |

| Abovyan City Stadium, Abovyan Játékvezető: Babak Rafati (német) |

| 2008. július 23. 17:30 |

| Levadia | 0–1               | Drogheda United |
| ------- | ----------------- | --------------- |
|         | (0–0) Jegyzőkönyv | Gartland 47'    |

| Kadrioru Stadium, Tallinn Játékvezető: Boško Jovanetic (szerb) |

| 2008. július 23. 20:00 |

| IFK Göteborg                                   | 4–0               | SS Murata |
| ---------------------------------------------- | ----------------- | --------- |
| Johansson 14' Bärkroth 53' 73' Wallerstedt 71' | (1–0) Jegyzőkönyv |           |

| Ullevi, Göteborg Játékvezető: Alan Black (északír) |

| 2008. július 23. 20:00 |

| Budućnost Podgorica | 1–1               | Tampere   |
| ------------------- | ----------------- | --------- |
| Bećiraj 80'         | (0–1) Jegyzőkönyv | Myntti 8' |

| Podgorica City Stadium, Podgorica Játékvezető: Jiří Jech (cseh) |

| 2008. július 23. 20:00 |

| FK Modriča                | 2–1               | Dinamo Tirana |
| ------------------------- | ----------------- | ------------- |
| Zafirović 90' Bojić 90+2' | (0–0) Jegyzőkönyv | Xhafaj 72'    |

| Bilino Polje, Zenica Játékvezető: Simon Lee Evans (walesi) |

| 2008. július 23. 20:15 |

| Artmedia Petržalka | 1–0               | Valletta FC |
| ------------------ | ----------------- | ----------- |
| Farkas 33'         | (1–0) Jegyzőkönyv |             |

| Národné tréningové centrum, Senec Játékvezető: Vlado Svilokos (horvát) |

| 2008. július 23. 20:45 |

| Dinamo Zagreb | 1–1               | Linfield  |
| ------------- | ----------------- | --------- |
| Mandžukić 3'  | (1–0) Jegyzőkönyv | Gault 53' |

| Maksimir Stadium, Zágráb Játékvezető: Alfonso Pérez Burrull (spanyol) |

| 2008. július 23. 20:45 |

| NK Domžale    | 2–0               | F91 Dudelange |
| ------------- | ----------------- | ------------- |
| Žinko 65' 85' | (0–0) Jegyzőkönyv |               |

| Sports Park, Domžale Játékvezető: Valery Vyalichka (fehérorosz) |

| 2008. július 23. 21:15 |

| Valur | 0–1               | BATE Bariszav |
| ----- | ----------------- | ------------- |
|       | (0–1) Jegyzőkönyv | Stasevich 1'  |

| Vodafonevöllurinn, Reykjavík Játékvezető: Hannes Kaasik (finn) |

## 2. selejtezőkör
A 2. selejtezőkör párosításainak győztesei a 3. selejtezőkörbe jutottak, a vesztesek kiestek.

### Párosítások
| 1. csapat        | Össz.Tooltip Aggregate score | 2. csapat          | 1. mérk. | 2. mérk. |
| ---------------- | ---------------------------- | ------------------ | -------- | -------- |
| Rangers          | 1–2                          | FBK Kaunas         | 0–0      | 1–2      |
| Brann            | 2–2 (i.g.)                   | FK Ventspils       | 1–0      | 1–2      |
| İnter Bakı       | 1–3                          | Partizan           | 1–1      | 0–2      |
| Tampere United   | 3–7                          | Artmedia Petržalka | 1–3      | 2–4      |
| Anórthoszisz     | 4–3                          | Rapid Wien         | 3–0      | 1–3      |
| NK Domžale       | 2–6                          | Dinamo Zagreb      | 0–3      | 2–3      |
| Panathinaikósz   | 3–0                          | Dinamo Tbiliszi    | 3–0      | 0–0      |
| IFK Göteborg     | 3–5                          | FC Basel           | 1–1      | 2–4      |
| Sheriff Tiraspol | 0–3                          | Sparta Praha       | 0–1      | 0–2      |
| Drogheda United  | 3–4                          | Dinamo Kijiv       | 1–2      | 2–2      |
| Anderlecht       | 3–4                          | BATE Bariszav      | 1–2      | 2–2      |
| Beitar Jerusalem | 2–6                          | Wisła Kraków       | 2–1      | 0–5      |
| Fenerbahçe SK    | 7–0                          | MTK Hungária       | 2–0      | 5–0      |
| Aalborg BK       | 7–1                          | FK Modriča         | 5–0      | 2–1      |

### 1. mérkőzések
| 2008. július 29. 16:00 |

| İnter Bakı   | 1–1               | Partizan     |
| ------------ | ----------------- | ------------ |
| Zlatinov 84' | (0–1) Jegyzőkönyv | Bogunović 4' |

| Tofik Bahramov Stadion, Baku Játékvezető: Tomasz Mikulski (lengyel) |

| 2008. július 29. 20:45 |

| Brann           | 1–0               | FK Ventspils |
| --------------- | ----------------- | ------------ |
| Demba-Nyrén 87' | (0–0) Jegyzőkönyv |              |

| Brann Stadion, Bergen Játékvezető: Radek Matějek (cseh) |

| 2008. július 29. 20:45 |

| Drogheda United | 1–2               | Dinamo Kijiv            |
| --------------- | ----------------- | ----------------------- |
| Hughes 47'      | (0–1) Jegyzőkönyv | Mykhalyk 23' Aliyev 86' |

| Dalymount Park, Dublin Nézőszám: 5000 Játékvezető: Svein Oddvar Moen (norvég) |

| 2008. július 30. 18:00 |

| Tampere United | 1–3               | Artmedia Petržalka                 |
| -------------- | ----------------- | ---------------------------------- |
| Niemi 18'      | (1–2) Jegyzőkönyv | Pospěch 10' Obžera 19' Piroska 86' |

| Ratina Stadion, Tampere Játékvezető: Peter Sippel (német) |

| 2008. július 30. 19:00 |

| Sheriff Tiraspol | 0–1               | Sparta Praha   |
| ---------------- | ----------------- | -------------- |
|                  | (0–0) Jegyzőkönyv | Kladrubský 74' |

| Sheriff Stadium, Tiraspol Játékvezető: Espen Berntsen (norvég) |

| 2008. július 30. 20:00 |

| Beitar Jerusalem  | 2–1               | Wisła Kraków     |
| ----------------- | ----------------- | ---------------- |
| Baruchyan 60' 79' | (0–1) Jegyzőkönyv | Paweł Brożek 23' |

| Teddy Stadium, Jerusalem Játékvezető: Paolo Tagliavento (olasz) |

| 2008. július 30. 20:00 |

| Fenerbahçe SK                          | 2–0               | MTK Hungária |
| -------------------------------------- | ----------------- | ------------ |
| Roberto Carlos da Silva 15' Selçuk 58' | (1–0) Jegyzőkönyv |              |

| Şükrü Saracoğlu Stadion, Isztambul Játékvezető: Serge Gumienny (belga) |

| 2008. július 30. 20:00 |

| Aalborg BK                                             | 5–0               | FK Modriča |
| ------------------------------------------------------ | ----------------- | ---------- |
| Johansson 16' Jakobsen 42' Bræmer 44' Due 53' Cacá 89' | (3–0) Jegyzőkönyv |            |

| Energi Nord Arena, Aalborg Játékvezető: Stanislav Sukhina (orosz) |

| 2008. július 30. 20:15 |

| IFK Göteborg | 1–1               | FC Basel   |
| ------------ | ----------------- | ---------- |
| Olsson 32'   | (1–1) Jegyzőkönyv | Huggel 26' |

| Ullevi, Göteborg Játékvezető: Paolo Dondarini (olasz) |

| 2008. július 30. 20:30 |

| Anórthoszisz                  | 3–0               | Rapid Wien |
| ----------------------------- | ----------------- | ---------- |
| Skopelitis 35' Sosin 47' 90+' | (1–0) Jegyzőkönyv |            |

| Antonis Papadopoulos Stadium, Larnaca Játékvezető: Carlos Velasco Carballo (spanyol) |

| 2008. július 30. 20:30 |

| Anderlecht | 1–2               | BATE Bariszav                          |
| ---------- | ----------------- | -------------------------------------- |
| Gillet 66' | (0–0) Jegyzőkönyv | Krivets 69' (11-esből) Nyakhaychyk 88' |

| Constant Vanden Stock Stadium, Anderlecht Játékvezető: Alekszandar Sztavrev (macedón) |

| 2008. július 30. 20:45 |

| Rangers | 0–0         | FBK Kaunas |
| ------- | ----------- | ---------- |
|         | Jegyzőkönyv |            |

| Ibrox Stadium, Glasgow Játékvezető: Kevin Blom (holland) |

| 2008. július 30. 20:45 |

| NK Domžale | 0–3               | Dinamo Zagreb                                |
| ---------- | ----------------- | -------------------------------------------- |
|            | (0–3) Jegyzőkönyv | Vrdoljak 11' Sammir 21' (11-esből) Tadić 40' |

| Sports Park, Domžale Játékvezető: Tony Asumaa (finn) |

| 2008. július 30. 20:45 |

| Panathinaikósz                     | 3–0               | Dinamo Tbiliszi |
| ---------------------------------- | ----------------- | --------------- |
| Ivanschitz 23' Salpingidis 45' 74' | (2–0) Jegyzőkönyv |                 |

| Olimpiai Stadion, Athén Játékvezető: Bruno Paixão (portugál) |

### 2. mérkőzések
| 2008. augusztus 5. 17:00 |

| FK Ventspils                 | 2–1               | Brann         |
| ---------------------------- | ----------------- | ------------- |
| Menteshashvili 6' Rimkus 44' | (2–0) Jegyzőkönyv | Björnsson 49' |

| Ventspils Olimpiskais Stadions, Ventspils Játékvezető: Fritz Stuchlik (osztrák) |

| 2008. augusztus 5. 19:05 |

| FBK Kaunas                 | 2–1               | Rangers     |
| -------------------------- | ----------------- | ----------- |
| Radžius 43' Pilibaitis 86' | (1–1) Jegyzőkönyv | Thomson 33' |

| S. Darius and S. Girėnas Stadium, Kaunas Játékvezető: Stefan Johannesson (svéd) |

| 2008. augusztus 6. 18:00 |

| Dinamo Tbiliszi | 0–0         | Panathinaikósz |
| --------------- | ----------- | -------------- |
|                 | Jegyzőkönyv |                |

| Boris Paichadze Stadium, Tbiliszi Játékvezető: Cristian Balaj (román) |

| 2008. augusztus 6. 18:00 |

| Dinamo Kijiv                        | 2–2               | Drogheda United                      |
| ----------------------------------- | ----------------- | ------------------------------------ |
| Aliyev 13' Milevskiy 73' (11-esből) | (1–1) Jegyzőkönyv | Robinson 42' (11-esből) Gartland 88' |

| Lobanovsky Dynamo Stadium, Kijev Nézőszám: 12 000 Játékvezető: Cüneyt Çakır (török) |

| 2008. augusztus 6. 18:00 |

| BATE Bariszav             | 2–2               | Anderlecht                      |
| ------------------------- | ----------------- | ------------------------------- |
| Bliznyuk 18' Rodionov 83' | (1–1) Jegyzőkönyv | Biglia 22' (11-esből) Polák 87' |

| Haradzki Stadium, Barysaw Játékvezető: Alan Kelly (ír) |

| 2008. augusztus 6. 19:30 |

| Rapid Wien                    | 3–1               | Anórthoszisz |
| ----------------------------- | ----------------- | ------------ |
| Hoffer 22' Maierhofer 63' 66' | (1–1) Jegyzőkönyv | Laban 13'    |

| Gerhard Hanappi Stadium, Bécs Játékvezető: Peter Rasmussen (dán) |

| 2008. augusztus 6. 20:00 |

| FK Modriča | 1–2               | Aalborg BK          |
| ---------- | ----------------- | ------------------- |
| Bojić 72'  | (0–1) Jegyzőkönyv | Due 12' Risgård 62' |

| Bilino Polje, Zenica Játékvezető: Thorsten Kinhöfer (német) |

| 2008. augusztus 6. 20:15 |

| Artmedia Petržalka                                      | 4–2               | Tampere United                 |
| ------------------------------------------------------- | ----------------- | ------------------------------ |
| Kozák 9' (11-esből) Pospěch 35' Halenár 45' Piroska 78' | (3–0) Jegyzőkönyv | James 72' (11-esből) Hjelm 79' |

| Národné tréningové centrum, Senec Játékvezető: Björn Kuipers (holland) |

| 2008. augusztus 6. 20:15 |

| FC Basel                                              | 4–2               | IFK Göteborg            |
| ----------------------------------------------------- | ----------------- | ----------------------- |
| Huggel 27' Chipperfield 71' Ergić 84' (11-esből) 90+' | (1–1) Jegyzőkönyv | Wernbloom 19' Söder 52' |

| St. Jakob-Park, Bázel Játékvezető: Charlie Richmond (skót) |

| 2008. augusztus 6. 20:15 |

| Sparta Praha             | 2–0               | Sheriff Tiraspol |
| ------------------------ | ----------------- | ---------------- |
| Voříšek 45' Slepička 49' | (1–0) Jegyzőkönyv |                  |

| AXA Arena, Prága Játékvezető: Robert Schörgenhofer (osztrák) |

| 2008. augusztus 6. 20:45 |

| Partizan            | 2–0               | İnter Bakı |
| ------------------- | ----------------- | ---------- |
| Juca 61' Diarra 83' | (0–0) Jegyzőkönyv |            |

| Partizan Stadion, Belgrád Játékvezető: César Muñiz Fernández (spanyol) |

| 2008. augusztus 6. 20:45 |

| Dinamo Zagreb                    | 3–2               | NK Domžale         |
| -------------------------------- | ----------------- | ------------------ |
| Bišćan 17' Hrgović 50' Drpić 84' | (1–1) Jegyzőkönyv | Brezič 29' Zec 81' |

| Maksimir Stadion, Zágráb Játékvezető: William Collum |

| 2008. augusztus 6. 20:45 |

| Wisła Kraków                                                                     | 5–0               | Beitar Jerusalem |
| -------------------------------------------------------------------------------- | ----------------- | ---------------- |
| Cantoro 9' Cléber 25' (11-esből) Paweł Brożek 36' Júnior Díaz 57' Niedzielan 87' | (3–0) Jegyzőkönyv |                  |

| Stadion Miejski, Krakkó Játékvezető: Duarte Gomes (portugál) |

| 2008. augusztus 6. 20:45 |

| MTK Hungária | 0–5               | Fenerbahçe SK                            |
| ------------ | ----------------- | ---------------------------------------- |
|              | (0–1) Jegyzőkönyv | Semih 5' 61' 79' 80' Emre 66' (11-esből) |

| Megyeri úti stadion, Újpest Játékvezető: Martin Atkinson (angol) |

## 3. selejtezőkör
A 3. selejtezőkör párosításainak győztesei a csoportkörbe jutottak, a vesztesek az UEFA-kupa első fordulójába kerültek.

### Párosítások
| 1. csapat         | Össz.Tooltip Aggregate score | 2. csapat              | 1. mérk. | 2. mérk.   |
| ----------------- | ---------------------------- | ---------------------- | -------- | ---------- |
| Anórthoszisz      | 3–1                          | Olimbiakósz            | 3–0      | 0–1        |
| Vitória Guimarães | 1–2                          | FC Basel               | 0–0      | 1–2        |
| Sahtar Doneck     | 5–1                          | Dinamo Zagreb          | 2–0      | 3–1        |
| Schalke 04        | 1–4                          | Atlético de Madrid     | 1–0      | 0–4        |
| Aalborg BK        | 4–0                          | FBK Kaunas             | 2–0      | 2–0        |
| FC Barcelona      | 4–1                          | Wisła Kraków           | 4–0      | 0–1        |
| Levszki Szofija   | 1–2                          | BATE Bariszav          | 0–1      | 1–1        |
| Standard de Liège | 0–1                          | Liverpool FC           | 0–0      | 0–1 (h.u.) |
| Partizan          | 3–4                          | Fenerbahçe SK          | 2–2      | 1–2        |
| Twente            | 0–6                          | Arsenal                | 0–2      | 0–4        |
| Szpartak Moszkva  | 2–8                          | Dinamo Kijiv           | 1–4      | 1–4        |
| Juventus          | 5–1                          | Artmedia Petržalka     | 4–0      | 1–1        |
| Brann             | 1–3                          | Olympique de Marseille | 0–1      | 1–2        |
| Fiorentina        | 2–0                          | Slavia Praha           | 2–0      | 0–0        |
| Galatasaray       | 2–3                          | Steaua București       | 2–2      | 0–1        |
| Sparta Praha      | 1–3                          | Panathinaikósz         | 1–2      | 0–1        |

### 1. mérkőzések
| 2008. augusztus 12. 20:45 |

| Fiorentina            | 2–0               | Slavia Praha |
| --------------------- | ----------------- | ------------ |
| Mutu 3' Gilardino 57' | (1–0) Jegyzőkönyv |              |

| Stadio Artemio Franchi, Firenze Játékvezető: Howard Webb (angol) |

| 2008. augusztus 13. 18:00 |

| Szpartak Moszkva | 1–4               | Dinamo Kijiv                       |
| ---------------- | ----------------- | ---------------------------------- |
| Bazhenov 5'      | (1–2) Jegyzőkönyv | Bangoura 28' 47' Milevskiy 45' 86' |

| Luzsnyiki Stadion, Moscow Nézőszám: 55 000 Játékvezető: Martin Hansson (svéd) |

| 2008. augusztus 13. 19:00 |

| Sahtar Doneck      | 2–0               | Dinamo Zagreb |
| ------------------ | ----------------- | ------------- |
| Srna 3' Jádson 31' | (2–0) Jegyzőkönyv |               |

| RSC Olimpiyskiy, Donetsk Nézőszám: 25 000 Játékvezető: Florian Meyer (német) |

| 2008. augusztus 13. 19:00 |

| Levszki Szofija | 0–1               | BATE Bariszav |
| --------------- | ----------------- | ------------- |
|                 | (0–0) Jegyzőkönyv | Rzhevsky 60'  |

| Georgi Asparuhov Stadium, Szófia Játékvezető: Jonas Eriksson (svéd) |

| 2008. augusztus 13. 20:00 |

| Anórthoszisz                             | 3–0               | Olimbiakósz |
| ---------------------------------------- | ----------------- | ----------- |
| Torosidis 5' (öngól) Sosin 19' Laban 87' | (2–0) Jegyzőkönyv |             |

| Antonis Papadopoulos Stadium, Larnaca Játékvezető: Olegário Benquerença (portugál) |

| 2008. augusztus 13. 20:05 |

| Aalborg BK         | 2–0               | FBK Kaunas |
| ------------------ | ----------------- | ---------- |
| Cacá 71' Curth 86' | (0–0) Jegyzőkönyv |            |

| Energi Nord Arena, Aalborg Játékvezető: Ivan Bebek (horvát) |

| 2008. augusztus 13. 20:15 |

| Galatasaray   | 2–2               | Steaua București       |
| ------------- | ----------------- | ---------------------- |
| Nonda 19' 47' | (1–2) Jegyzőkönyv | Moreno 5' Nicoliţă 13' |

| Ali Sami Yen Stadium, Isztambul Játékvezető: Laurent Duhamel (francia) |

| 2008. augusztus 13. 20:45 |

| Schalke 04 | 1–0               | Atlético de Madrid |
| ---------- | ----------------- | ------------------ |
| Pander 30' | (1–0) Jegyzőkönyv |                    |

| Veltins-Arena, Gelsenkirchen Nézőszám: 54 142 Játékvezető: Peter Fröjdfeldt (svéd) |

| 2008. augusztus 13. 20:45 |

| Twente | 0–2               | Arsenal                 |
| ------ | ----------------- | ----------------------- |
|        | (0–0) Jegyzőkönyv | Gallas 63' Adebayor 82' |

| GelreDome, Arnhem Játékvezető: Alberto Undiano Mallenco (spanyol) |

| 2008. augusztus 13. 20:45 |

| Juventus                                                   | 4–0               | Artmedia Petržalka |
| ---------------------------------------------------------- | ----------------- | ------------------ |
| Camoranesi 8' Del Piero 26' Chiellini 39' Legrottaglie 90' | (3–0) Jegyzőkönyv |                    |

| Stadio Olimpico di Torino, Torino Játékvezető: Kyros Vassaras (görög) |

| 2008. augusztus 13. 20:45 |

| Brann | 0–1               | Olympique de Marseille |
| ----- | ----------------- | ---------------------- |
|       | (0–1) Jegyzőkönyv | Cheyrou 40'            |

| Brann Stadion, Bergen Játékvezető: Alexandru Tudor (román) |

| 2008. augusztus 13. 20:45 |

| Sparta Praha | 1–2               | Panathinaikósz               |
| ------------ | ----------------- | ---------------------------- |
| Kulič 30'    | (1–1) Jegyzőkönyv | Kučera 24' (öngól) Simão 60' |

| AXA Arena, Prága Játékvezető: Yuri Baskakov (orosz) |

| 2008. augusztus 13. 21:00 |

| Partizan                   | 2–2               | Fenerbahçe SK                  |
| -------------------------- | ----------------- | ------------------------------ |
| Paunović 10' Bogunović 14' | (2–0) Jegyzőkönyv | Alex 45+' (11-esből) Güiza 50' |

| Partizan Stadion, Belgrád Játékvezető: Craig Thomson (skót) |

| 2008. augusztus 13. 21:05 |

| Standard de Liège | 0–0         | Liverpool FC |
| ----------------- | ----------- | ------------ |
|                   | Jegyzőkönyv |              |

| Stade Maurice Dufrasne, Liège Nézőszám: 25 000 Játékvezető: Tom Henning Øvrebø (norvég) |

| 2008. augusztus 13. 21:30 |

| Vitória Guimarães | 0–0         | FC Basel |
| ----------------- | ----------- | -------- |
|                   | Jegyzőkönyv |          |

| Estádio D. Afonso Henriques, Guimarães Játékvezető: Grzegorz Gilewski (lengyel) |

| 2008. augusztus 13. 21:45 |

| FC Barcelona                     | 4–0               | Wisła Kraków |
| -------------------------------- | ----------------- | ------------ |
| Eto'o 17' 83' Xavi 24' Henry 49' | (2–0) Jegyzőkönyv |              |

| Camp Nou, Barcelona Nézőszám: 56 786 Játékvezető: Claudio Circhetta (svájci) |

### 2. mérkőzések
| 2008. augusztus 26. 20:45 |

| Wisła Kraków | 1–0               | FC Barcelona |
| ------------ | ----------------- | ------------ |
| Cléber 52'   | (0–0) Jegyzőkönyv |              |

| Stadion Wisly Kraków, Krakkó Nézőszám: 14 500 Játékvezető: Ľuboš Micheľ (szlovák) |

| 2008. augusztus 26. 20:45 |

| Artmedia Petržalka | 1–1               | Juventus   |
| ------------------ | ----------------- | ---------- |
| Fodrek 13'         | (1–1) Jegyzőkönyv | Amauri 25' |

| Tehelné pole, Pozsony Játékvezető: Luis Medina Cantalejo (spanyol) |

| 2008. augusztus 26. 20:45 |

| Panathinaikósz | 1–0               | Sparta Praha |
| -------------- | ----------------- | ------------ |
| Souza 89'      | (0–0) Jegyzőkönyv |              |

| Olimpiai Stadion, Athén Játékvezető: Alain Hamer (luxemburgi) |

| 2008. augusztus 27. 18:00 |

| BATE Bariszav | 1–1               | Levszki Szofija |
| ------------- | ----------------- | --------------- |
| Sasnowski 14' | (1–1) Jegyzőkönyv | Gadzhev 38'     |

| Haradzki Stadium, Barysaw Játékvezető: Konrad Plautz (osztrák) |

| 2008. augusztus 27. 19:00 |

| FBK Kaunas | 0–2               | Aalborg BK       |
| ---------- | ----------------- | ---------------- |
|            | (0–0) Jegyzőkönyv | Risgård 75' 90+' |

| S. Darius and S. Girėnas Stadium, Kaunas Játékvezető: Pedro Proença (portugál) |

| 2008. augusztus 27. 19:45 |

| Dinamo Kijiv                             | 4–1               | Szpartak Moszkva |
| ---------------------------------------- | ----------------- | ---------------- |
| Aliyev 4' Bangoura 24' Milevskiy 49' 78' | (2–0) Jegyzőkönyv | Dzyuba 47'       |

| Lobanovsky Dynamo Stadium, Kijev Nézőszám: 14 000 Játékvezető: Roberto Rosetti (olasz) |

| 2008. augusztus 27. 19:45 |

| Steaua București | 1–0               | Galatasaray |
| ---------------- | ----------------- | ----------- |
| Nicoliţă 57'     | (0–0) Jegyzőkönyv |             |

| Steaua Stadion, Bukarest Játékvezető: Matteo Trefoloni (olasz) |

| 2008. augusztus 27. 20:00 |

| Fenerbahçe SK      | 2–1               | Partizan  |
| ------------------ | ----------------- | --------- |
| Semih 28' Alex 58' | (1–0) Jegyzőkönyv | Tošić 76' |

| Şükrü Saracoğlu Stadion, Isztambul Játékvezető: Manuel Mejuto González (spanyol) |

| 2008. augusztus 27. 20:15 |

| FC Basel                 | 2–1               | Vitória Guimarães      |
| ------------------------ | ----------------- | ---------------------- |
| Stocker 11' Derdiyok 54' | (1–1) Jegyzőkönyv | Fajardo 15' (11-esből) |

| St. Jakob-Park, Bázel Játékvezető: Pieter Vink (holland) |

| 2008. augusztus 27. 20:45 |

| Olimbiakósz   | 1–0               | Anórthoszisz |
| ------------- | ----------------- | ------------ |
| Belluschi 54' | (0–0) Jegyzőkönyv |              |

| Karaiskakis Stadium, Pireusz Játékvezető: Herbert Fandel (német) |

| 2008. augusztus 27. 20:45 |

| Dinamo Zagreb | 1–3               | Sahtar Doneck                            |
| ------------- | ----------------- | ---------------------------------------- |
| Balaban 57'   | (0–1) Jegyzőkönyv | Luiz Adriano 42' Brandão 59' Willian 70' |

| Maksimir Stadion, Zágráb Nézőszám: 10 000 Játékvezető: Mike Riley (angol) |

| 2008. augusztus 27. 20:45 |

| Atlético de Madrid                                                  | 4–0               | Schalke 04 |
| ------------------------------------------------------------------- | ----------------- | ---------- |
| Agüero 18' Forlán 50' Luis García 82' Maxi Rodríguez 86' (11-esből) | (1–0) Jegyzőkönyv |            |

| Vicente Calderón Stadion, Madrid Nézőszám: 55 000 Játékvezető: Frank De Bleeckere (belga) |

| 2008. augusztus 27. 20:45 |

| Olympique de Marseille | 2–1               | Brann          |
| ---------------------- | ----------------- | -------------- |
| Niang 65' 90'          | (0–0) Jegyzőkönyv | Sigurðsson 74' |

| Stade Vélodrome, Marseille Játékvezető: Eric Braamhaar (holland) |

| 2008. augusztus 27. 20:45 |

| Slavia Praha | 0–0         | Fiorentina |
| ------------ | ----------- | ---------- |
|              | Jegyzőkönyv |            |

| Synot Tip Arena, Prága Nézőszám: 14 943 Játékvezető: Bertrand Layec (francia) |

| 2008. augusztus 27. 21:05 |

| Liverpool FC | 1–0 (h. u.)                 | Standard de Liège |
| ------------ | --------------------------- | ----------------- |
| Kuijt 118'   | (0–0, 0–0, 0–0) Jegyzőkönyv |                   |

| Anfield, Liverpool Nézőszám: 43 889 Játékvezető: Massimo Busacca (svájci) |

| 2008. augusztus 27. 21:05 |

| Arsenal                                       | 4–0               | Twente |
| --------------------------------------------- | ----------------- | ------ |
| Nasri 27' Gallas 52' Walcott 66' Bendtner 89' | (1–0) Jegyzőkönyv |        |

| Emirates Stadium, London Játékvezető: Terje Hauge (norvég) |